# Constantin Gaindric
Constantin Gaindric (n. 11 septembrie 1941) este un specialist moldovean în domeniul matematicii și informaticii, care a fost ales ca membru corespondent al Academiei de Științe a Moldovei.